# Sint-Donatuskapel (Aisne)
De Sint-Donatuskapel (Frans: chapelle Saint-Donat) is een rooms-katholieke kapel in de Belgische plaats Aisne, in de provincie Luxemburg. De kapel werd in de periode 1791-1793 gebouwd en valt onder de parochiekerk van Heyd, binnen de parochiale sector van Durbuy.

## Beschrijving
In 1791 werd door de pastoor van het nabijgelegen Heyd een kapel gesticht in het gehucht Aisne. Deze kapel kon in 1793 worden ingewijd. Het betreft een eenvoudig gebouw, op het oosten georienteerd, opgetrokken uit breuksteenmetselwerk van kalksteen en ontworpen in klassieke stijl. Oorspronkelijk telde de kapel twee vensterassen en een oostelijke, driezijdige chevet, maar hieraan werd in 1906 een derde vensteras toegevoegd, richting het westen. Op het westdak werd een kleine vierkante klokkentoren geplaatst.

In 1924 werd een sacristie aangebouwd aan de zuidzijde. In de kerk bevinden zich een 17-eeuwse barokke tabernakel en een houten gepolychromeerd christusbeeld uit de vroege 19e eeuw.

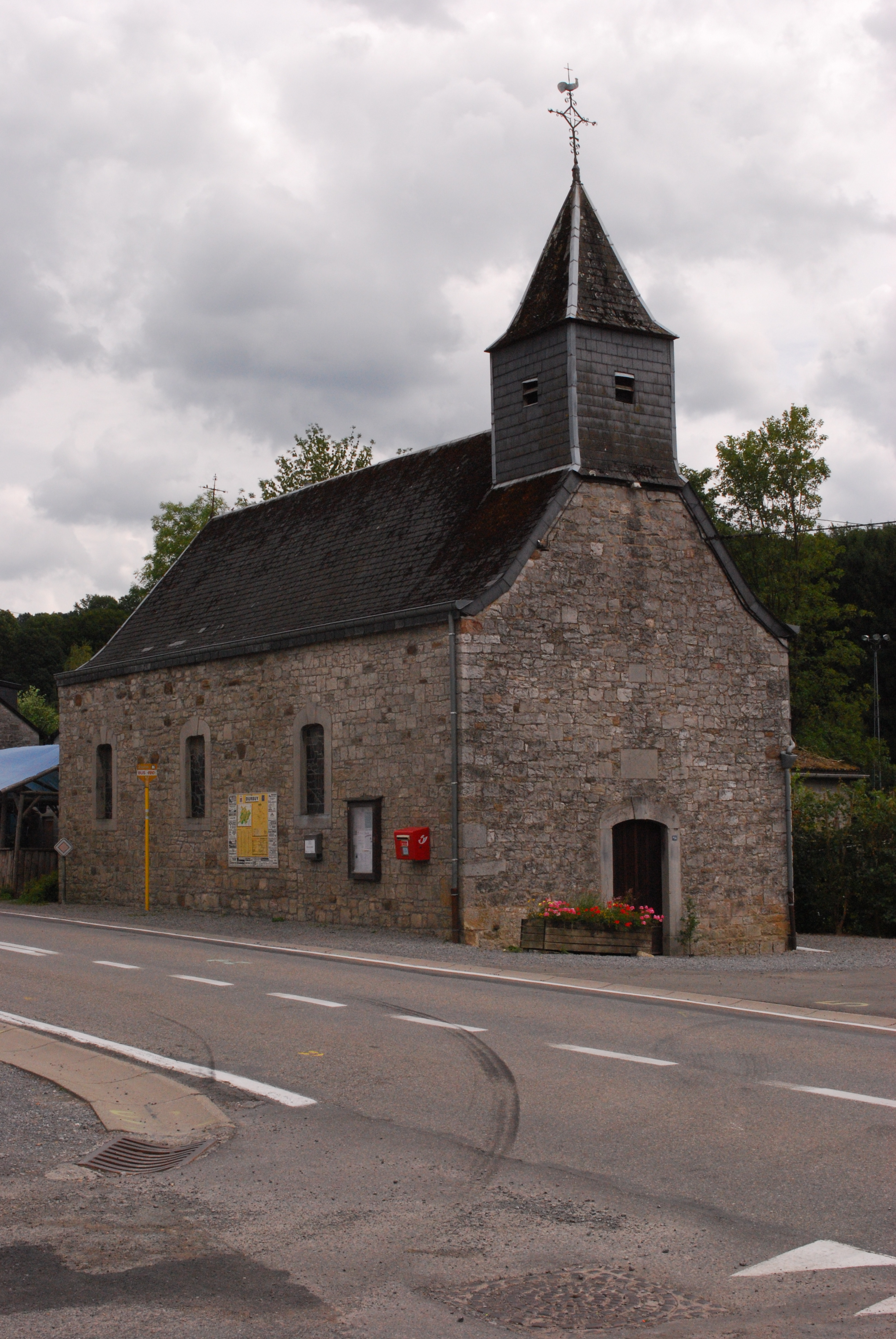
Zicht op de west- en noordgevel.
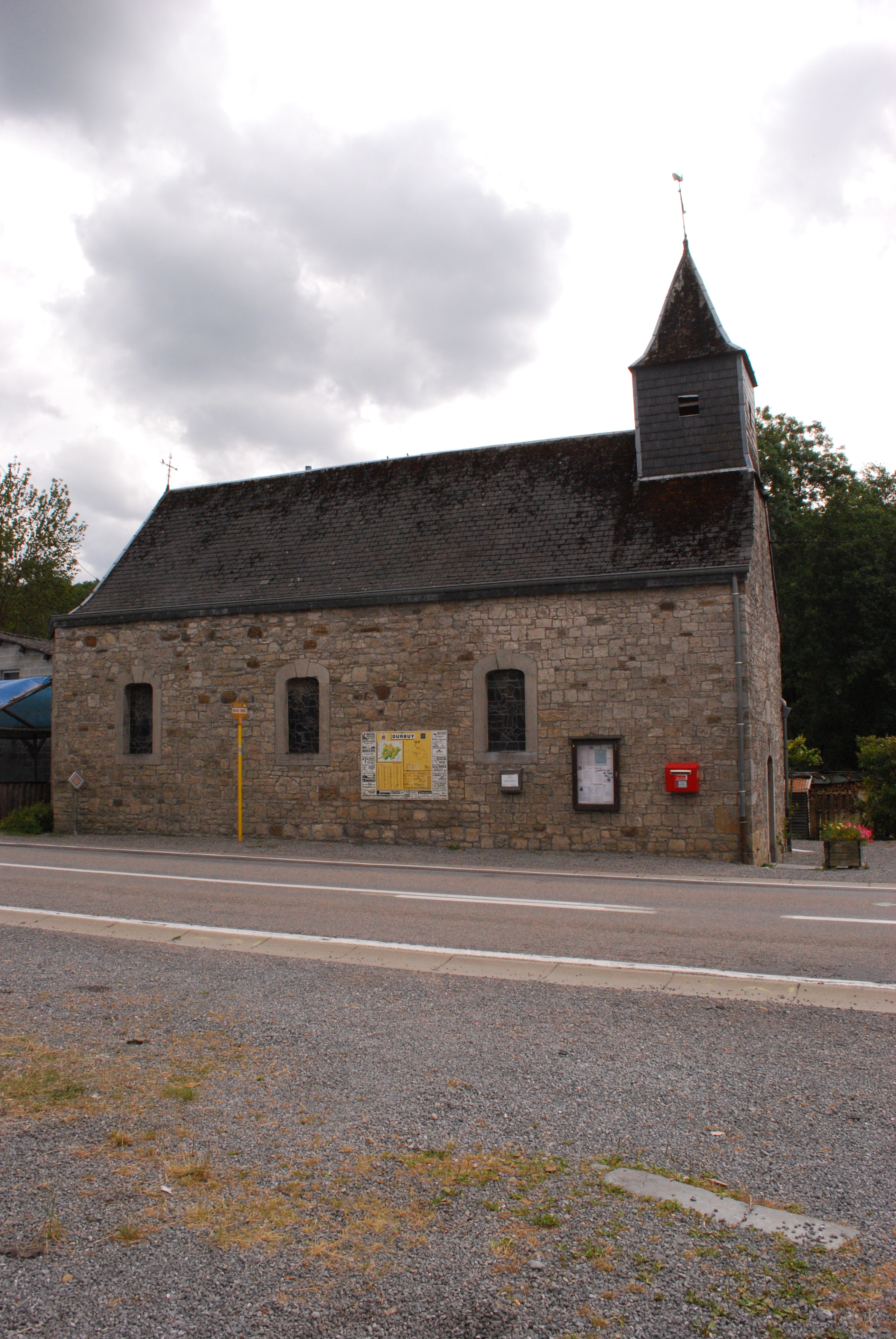
Zicht op de noordgevel. De toegevoegde vensteras uit 1906 is waarneembaar door het verschillende metselwerk. Ook is een deel van het oude portaal nog te herkennen in de muur naast het centrale raam.